# Anselmo de Besate
Anselmo de Besate (latín: Anselmus Peripateticus, "Anselmo el Peripatético"; Milán, c. 1020 - después de 1048) fue un eclesiástico y retórico italiano activo en el siglo XI, sobre todo en la corte del emperador Enrique III.

## Biografía
Procedente de la familia de los condes de Besate, estaba emparentado por parte de padre con los obispos Sigifredo de Piacenza, Juan II de Lucca y Cuniberto de Turín, y con el arzobispo Juan X de Ravena. Su madre pertenecía a la Casa de Arsago, a través de la cual emparentó con el arzobispo Arnulfo II de Milán y el obispo Landulfo II de Brescia. Era descendiente de la familia Canossa por Sigifredo de Lucca, muy probablemente estudió en Parma, en la misma época que Pier Damiani, y en Reggio Emilia. Debido a sus dotes filosófico-retóricas, recibió el sobrenombre de Peripatético. Como él mismo atestigua, fue notario en 1047 en la cancillería del emperador Enrique III (r. 1046–1056) y luego su capellán en 1048. No existen referencias a su persona después de 1048.

## Obra
Además de un tratado perdido sobre retórica (De materia artis), fue autor, alrededor de 1047, de una curiosa obra titulada Rhetorimachia, que la dedicó a Enrique III. Fue una de las primeras obras sobre retórica que aparecen en Europa occidental después del De institutione clericorum de Rabano Mauro de 819.
La Rhetorimachia se trata de un tratado en tres libros (en forma probablemente incompleta, en dos manuscritos acompañados de glosas, posiblemente autógrafas. Siguiendo el modelo de las antiguas controversiae y declamationes, presenta una disputa, probablemente ficticia, entre Anselmo y su primo Rotilando, que probablemente no es más que un alter ego "maligno" del propio Anselmo, como método para corregir su confusión sobre la retórica.
Esta obra, que avanza a través de una acumulación desordenada de materiales, todos destinados a acusar a Rotilando de las formas más dispares, muestra una extraordinaria competencia en el campo de la retórica: Anselmo se muestra capaz de utilizar muchos de los elementos de esta disciplina, tanto que se supone que compuso esta obra para mostrar a Enrique III sus excepcionales dotes literarias. Esto haría ser uno de los primeros ejemplos de literatura 'mundana', y no religiosa, de la Edad Media occidental.
De particular interés es una visión insertada al comienzo del segundo libro, que anticipa vagamente el gusto y el tono de las novelas italianas del siglo siguiente. Anselmo se encuentra en el Más Allá en compañía de sus ancestros, quienes quisieran mantenerlo en el Paraíso, mientras que tres niñas, que representan las tres disciplinas del trivium, la gramática, la dialéctica y la retórica, quisieran traerlo de vuelta a la tierra. Los ancestros y las artes se disputan a Anselmo, que consigue despertar antes de tener que tomar una decisión, aunque admite, sorprendentemente, que hubiera preferido volver a la tierra junto a las muchachas, representantes de la cultura mundana. En el relato, Anselmo utiliza la nigromancia, en el sentido de lo que sería más normalizado en la Baja Edad Media, como en el caso de Juan de Salisbury.
Los objetivos principales de la retórica de Anselmo son la magia y los vicios clericales, pero también ataca la lógica. Para algunos estudiosos representa una continuación de la tradición ciceroniana, o su redescubrimiento en la Italia del siglo XI, pero para otros es 'diferente a todo lo anterior' (Peter Dronke) y representa el nacimiento de un nuevo 'arte de la controversia' medieval. Ha recibido dos ediciones críticas.
En el siglo XI se suscitó una polémica entre los «dialécticos», Anselmo de Besate y Berengario de Tours y los «antidialécticos» Pedro Damián y sobre todo la disputa entre Abelardo y Guillermo de Champeaux sobre los “conceptos universales” y toda su problemática en la Universidad de París.
Utilizando entre sus principales modelos a un Aristóteles filtrado por Boecio, y Cicerón, la obra contiene un procedimiento que, unas décadas más tarde, Adalberto de Samaria organiza en la Praecepeta dictaminum, fortalecido por las publicaciones de la época debidas a Huguccio de Pisa.